# Sandaran Galeh
Sandaran Galeh is een bestuurslaag in het regentschap Sungai Penuh van de provincie Jambi, Indonesië. Sandaran Galeh telt 1380 inwoners (volkstelling 2010).